# Macessoga aelfrida
Macessoga aelfrida är en fjärilsart som beskrevs av William Schaus 1928. Macessoga aelfrida ingår i släktet Macessoga och familjen Mimallonidae. Inga underarter finns listade i Catalogue of Life.